# Salem (Ohio)
Salem es una ciudad ubicada en el condado de Columbiana en el estado estadounidense de Ohio. En el Censo de 2010 tenía una población de 12303 habitantes y una densidad poblacional de 738,99 personas por km².

## Geografía
Salem se encuentra ubicada en las coordenadas 40°54′17″N 80°50′56″O / 40.90472, -80.84889. Según la Oficina del Censo de los Estados Unidos, Salem tiene una superficie total de 16.65 km², de la cual 16.64 km² corresponden a tierra firme y (0.05%) 0.01 km² es agua.

## Demografía
Según el censo de 2010, había 12303 personas residiendo en Salem. La densidad de población era de 738,99 hab./km². De los 12303 habitantes, Salem estaba compuesto por el 95.87% blancos, el 0.68% eran afroamericanos, el 0.2% eran amerindios, el 0.41% eran asiáticos, el 0.02% eran isleños del Pacífico, el 1.64% eran de otras razas y el 1.18% pertenecían a dos o más razas. Del total de la población el 2.52% eran hispanos o latinos de cualquier raza.